# Arabi (otok)
Arabi (ar. العربی) je saudijski otok smješten u sjevernom Perzijskom zaljevu. Od obala Arapskog poluotoka udaljen je približno 100 km. Otok ima površinu manju od jednog četvornog kilometra, a najbliži susjedni otoci su saudijski Karan i Kurajn na zapadu odnosno iranski Farsi na sjeveru. Oko ovih otoka nalaze se velika ležišta nafte zbog čega su Arabi i Farsi igrali ključnu ulogu prilikom određivanja epikontinentalne granice između Saudijske Arabije i Irana.

## Poveznice
- Perzijski zaljev
- Farsi (otok)